# Robert Vînturiș
Robert Vînturiș es un deportista rumano que compitió en piragüismo en la modalidad de aguas tranquilas. Ganó dos medallas de plata en el Campeonato Europeo de Piragüismo de 2000, en las pruebas de C4 500 m y C4 1000 m.

## Palmarés internacional
| Campeonato Europeo | Campeonato Europeo | Campeonato Europeo | Campeonato Europeo |
| Año                | Lugar              | Medalla            | Competición        |
| ------------------ | ------------------ | ------------------ | ------------------ |
| 2000               | Poznań (Polonia)   | Medalla de plata   | C4 500 m           |
| 2000               | Poznań (Polonia)   | Medalla de plata   | C4 1000 m          |